# Songs of the Free
Songs of the Free è il terzo album in studio del gruppo musicale post-punk britannico Gang of Four, pubblicato nel 1982.

## Tracce
Side 1
1. Call Me Up – 3:35
2. I Love a Man in a Uniform – 4:06
3. Muscle for Brains – 3:17
4. It Is Not Enough – 3:27
5. Life! It's a Shame – 5:06

Side 2
1. I Will Be a Good Boy – 3:52
2. The History of the World – 4:40
3. We Live as We Dream, Alone – 3:37
4. Of the Instant – 4:58

## Formazione
- Hugo Burnham - batteria, percussioni
- Andy Gill - chitarra, voce
- Jon King - voce, melodica
- Sara Lee - basso, cori